# Rừng quốc gia Shoshone
Rừng quốc gia Shoshone (/ʃoʊˈʃoʊniː/ shoh-SHOH-nee) là Rừng quốc gia được liên bang bảo vệ đầu tiên ở Hoa Kỳ và có diện tích gần 2.500.000 mẫu Anh (1.000.000 ha) ở bang Wyoming, Hoa Kỳ. Ban đầu là một phần của Khu bảo tồn Yellowstone Timberland, khu rừng được quản lý bởi Cục Lâm nghiệp Hoa Kỳ và được tạo ra bởi một đạo luật của Quốc hội và được Tổng thống Hoa Kỳ Benjamin Harrison ký vào luật năm 1891. Rừng quốc gia Shoshone là một trong những vùng đất được bảo vệ quốc gia đầu tiên khu vực bất cứ nơi nào. Người Mỹ bản địa đã sống trong khu vực ít nhất 10.000 năm và khi khu vực này lần đầu tiên được khám phá bởi các nhà thám hiểm châu Âu, đất rừng đã bị chiếm giữ bởi một số bộ lạc khác nhau. Không bao giờ định cư hoặc khai thác nhiều, rừng đã giữ được phần lớn sự hoang dã của nó. Rừng quốc gia Shoshone là một phần của Hệ sinh thái Greater Yellowstone, một vùng đất được bảo vệ gần như không bị phá hủy có diện tích khoảng 20.000.000 mẫu Anh (8.100.000 ha).
Dãy núi Absaroka và Beartooth nằm ở phía bắc của khu rừng.  Dãy sông Wind nằm ở phía nam và có đỉnh Gannett, ngọn núi cao nhất ở bang Utah. Vườn quốc gia Yellowstone tạo thành một phần của ranh giới về phía tây;  phía nam Yellowstone, Continental Divide ngăn cách khu rừng với rừng quốc gia láng giềng Bridger-Teton ở phía tây. Ranh giới phía đông bao gồm tài sản thuộc sở hữu tư nhân, vùng đất được quản lý bởi Cục quản lý đất đai Hoa Kỳ và Khu bảo tồn người Da Đỏ Wind, thuộc về người da đỏ Shoshone và Arapahoe. Rừng quốc gia Custer dọc biên giới Montana nằm ở biên giới phía bắc.  Đường mòn Oregon, tuyến đường xe ngựa có mái che từ thế kỷ 19, đi qua phía nam của khu rừng, nơi đèo Nam rộng và hiền hòa cho phép người di cư vượt qua những ngọn núi gồ ghề ở phía bắc.